# Diga di Itaipú
La diga idroelettrica di Itaipu è una diga situata sul fiume Paraná, al confine tra Paraguay e Brasile  ed è un progetto comune. Prese il nome di "Itaipu" dal nome di un'isola vicino al sito.
In realtà Itaipu deriva dalla lingua Guarani e significa Pietra che Canta.
È il più grande impianto idroelettrico operativo al mondo per quanto concerne la produzione energetica annuale.
Il lago artificiale conta 29 miliardi di m³ di acqua, con 200 km di estensione in linea retta e un'area approssimata di 1400 km². La diga è lunga complessivamente 7.700 metri e alta 196 m.

## Storia

### Negoziati tra Brasile e Paraguay
L'idea della diga di Itaipú fu sviluppata negli anni sessanta mediante accordi tra i due paesi. Il 22 giugno 1966, il Ministro degli Esteri del Brasile e Paraguay firmarono la Acta de Iguazu, nella quale si affermava che le risorse idriche appartenevano ai due paesi. Una delle clausole del progetto firmato da entrambi i paesi prevede che l'utilizzo dell'energia sarà solo per gli stati che partecipano al progetto.

### Accordi tra Brasile, Paraguay e Argentina
Un ulteriore trattato fu l'accordo tra Brasile, Paraguay e l'Argentina firmato il 19 ottobre 1979, per l'utilizzo di risorse di energia idroelettrica nel tratto del fiume Paraná da Las Siete Quedas fino all'estuario del Rio de la Plata. In quel tempo, essendo tutti gli stati firmatari governati da dittature militari, l'Argentina aveva avuto il timore che, se ci fosse stato un eventuale conflitto con il Brasile, avrebbe aperto le porte della diga inondando la città di Buenos Aires.

### Inizio delle operazioni
Le operazioni iniziano nel maggio 1975 con la costruzione del canale artificiale usato come letto del fiume durante i lavori. Il 5 maggio 1984 fu completata la prima turbina. Le prime 18 turbine furono installate al ritmo di due o tre all'anno. Le ultime due dell'originale gruppo di 18 furono installate nel 1991. Nel 2006 la diga ampliò la sua capacità installata da 12.600 a 14.000 MW con l'ulteriore aggiunta di due turbine, completando così il progetto originale di 20 turbine.

## Produzione di energia elettrica
La potenza installata nella diga è di 14.000 MW, con 20 turbine che generano 700 MW ciascuna. Nel 2000 la produzione soddisfó il 95% della domanda di energia elettrica del Paraguay e il 25% di quella del Brasile. Per la precisione una delle turbine fornisce quasi completamente il Paraguay, mentre le altre 19 soddisfano circa un terzo del fabbisogno energetico del Brasile, al quale l'energia elettrica giunge per il 90% da impianti di questo tipo. Diciotto delle 20 turbine installate lavorano costantemente, mentre due sono in manutenzione.
Attualmente l'impianto idroelettrico di Itaipù produce circa 90.600 GWh ogni anno, alimentando grandi città come Rio de Janeiro e San Paolo. La diga è stata da poco inserita nella classifica delle 25 meraviglie del mondo stilata da Rough Guides e fa parte delle sette meraviglie ingegneristiche del pianeta.